# Beppe Cottafavi
Beppe Cottafavi (Modena, 1955) è uno scrittore, curatore editoriale e umorista italiano.

## Biografia
Studia semiotica con Umberto Eco, al DAMS dell'Università di Bologna, durante gli anni '70, dove incontra Andrea Pazienza, Roberto Freak Antoni, Pier Vittorio Tondelli.
Con Guido De Maria ha diretto la rivista Comix negli anni Novanta.
Editor di molti successi, ha pubblicato Va' dove ti porta il clito di Daniele Luttazzi, Nutella Nutellae di Riccardo Cassini, il libro delle barzellette di Francesco Totti e il romanzo da cui è stato tratto il film Notte prima degli esami. Ha diretto per Aliberti editore la collana I lunatici dove è stato pubblicato Il broglio, romanzo simultaneo da cui Enrico Deaglio ha tratto il film Uccidete la democrazia.
Ha scritto Il piccolo libro degli insulti per Mondadori e il primo libro di scuola fatto soltanto di barzellette, Che scuola del cactus, Mondadori.
Nel 1982 ha pubblicato su "Versus", rivista di studi semiotici diretta da Umberto Eco, il saggio "Micro-procès temporels dans le premier chapitre de Sylvie de Gérard de Nerval". Nel 1986 ha curato assieme a Maurizio Magri il libro Narratori dell'invisibile. Simposio in memoria di Italo Calvino, Mucchi editore.
Ha scritto per la "Gazzetta di Modena", "l'Unità", "la Repubblica", "Alfabeta".
Ha lavorato per Rai 2, di Carlo Freccero, firmando programmi con Marco Giusti, Ambra Angiolini, Sabina Guzzanti, Claudia Koll e Asia Argento.
Nel 2012 ha curato l'antologia Alzando da terra il sole. Parole per l'Emilia, il cui intero ricavato è stato donato alla Biblioteca comunale di Mirandola, distrutta dal terremoto.
Dal 1996 consulente editoriale e editor at large di Arnoldo Mondadori editore per cui sviluppa progetti di fiction e non fiction, varia e saggistica.
Editor, tra gli altri, di Edmondo Berselli, Dino Risi, Stefano Bartezzaghi, Francesco Guccini, Christian De Sica, Monica Guerritore, Corrado Guzzanti, Pier Luigi Celli, Teo Teocoli, Zucchero Fornaciari, Paolo e Enzo Jannacci, Sofia Viscardi, Antonello Dose, Stefano Massini, Teresa Ciabatti, Serena Dandini, Nino Frassica, Michela Murgia.
Ha ideato e dirige Il dondolo, casa editrice digitale del Comune di Modena.
Dirige il Festival della Satira ed è membro della giuria del Premio internazionale di Satira Politica di Forte dei Marmi. Viene citato per cognome come personaggio anche nel romanzo Bontà di Walter Siti, ambientato nel mondo dell'editoria.
Nel 2020, diventa il responsabile della sezione Idee del quotidiano Domani, per cui cura anche il mensile Finzioni.  È stato l'editor dell'ultimo romanzo di Michela Murgia, Tre ciotole, per Strade blu Mondadori.

## Opere
- Beppe Cottafavi, Micro-procès temporels dans le premier chapitre de Sylvie de Gérard de Nerval, Versus, 31-32, 1982, pp. 63–96.
- Beppe Cottafavi, Maurizio Magri, Narratori dell'invisibile. Simposio in memoria di Italo Calvino, Mucchi editore, 1986.
- Beppe Cottafavi, Il piccolo libro degli insulti, Mondadori, 2000.
- Beppe Cottafavi, Che scuola del cactus!, Mondadori, 2006.
- Beppe Cottafavi (a cura di), Alzando da terra il sole, Mondadori, 2012.
- Umberto Eco e Beppe Cottafavi, Materiali per il corso sulla storia del pensiero semiotico: da Ippocrate a Agostino: anno accademico 1979/80, Modena: Stem Mucchi.

Con lo pseudonimo di Beppe Favazza:
- Mamma che puzza. Il grande libro delle barzellette schifose, Mondadori, 2004.
- Tanto calcio poco fosforo, Il grande libro delle barzellette sul calcio, Mondadori, 2005.